# Phlegmariurus taxifolius
Phlegmariurus taxifolius är en lummerväxtart som först beskrevs av James Edward Smith, och fick sitt nu gällande namn av Robert Merton Love och Love. Phlegmariurus taxifolius ingår i släktet Phlegmariurus och familjen lummerväxter. Inga underarter finns listade i Catalogue of Life.